# Frauenstein (Oberpfälzer Wald)
Der Frauenstein ist ein Berg des Oberpfälzer Waldes. Er liegt auf dem Gemeindegebiet Weiding im Landkreis Schwandorf, zwischen Weiding und Schneeberg.
Die Höhe des Frauensteins wird je nach Quelle angegeben mit 835 m
oder 875 m.
Auf dem Frauenstein liegen die Reste der Burg Frauenstein.
Ebenso, wie beim Frauenstein, wird auch die Höhe der Burgruine je nach Quelle angegeben mit 865 m
oder 875 m.
Zum Teil beruhen diese unterschiedlichen Höhenangaben vielleicht darauf,
dass sich vom Frauenstein zum südöstlich gelegenen 886 m hohen Signalberg
ein allmählich ansteigender Grat mit mehreren Nebengipfeln hinzieht.
Die Burgruine Frauenstein liegt auf einem dieser Nebengipfel und dadurch
etwas höher als der Frauenstein selbst, aber niedriger als der Signalberg.
Auf dem Gipfel des Frauensteins befindet sich ein schwarzes Kreuz.
Nach dem Volksglauben hilft das Holz dieses Kreuzes gegen Zahnschmerzen,
wenn man es zerkaut.
Während die frommen Weidinger in der Nacht vom Gründonnerstag zum Karfreitag
in der Kirche Nachtwache halten,
gibt es bei der Weidinger Jugend den Brauch, in dieser Nacht
mit Bier beladen zum Schwarzen Kreuz zu wandern und dort einen Umtrunk zu halten –
ein nicht ganz ungefährliches Unternehmen, da oft noch hoher Schnee auf dem Berghang liegt.
Dieser Brauch hat seinen Ursprung in einer Legende über einen Schatz in der
Burg Frauenstein.